# Cupaniopsis myrmoctona
Cupaniopsis myrmoctona är en kinesträdsväxtart som beskrevs av Ludwig Radlkofer. Cupaniopsis myrmoctona ingår i släktet Cupaniopsis och familjen kinesträdsväxter. Inga underarter finns listade i Catalogue of Life.